# Relaciones Cuba-República Árabe Saharaui Democrática
Las relaciones Cuba-Sahara Occidental son las relaciones exteriores entre la República de Cuba y la República Árabe Saharaui Democrática. Cuba reconoció al Sáhara Occidental el 20 de enero de 1980, Se establecieron relaciones diplomáticas formales el 30 de enero de 1980. Se abrió una embajada saharaui en La Habana en abril en 1980, Y la embajada cubana en Argel fue acreditada a la RASD.
Cuba colabora con la República Saharaui formando a estudiantes saharauis (principalmente en carreras relacionadas con la salud) y enviando a los campamentos de refugiados saharaui a las brigadas médicas cubanas. Cerca de 4.000 estudiantes saharauis se han graduado de las escuelas cubanas desde 1977.